# ورزشگاه الصدوکا والسلام
ورزشگاه صلح و دوستی (به عربی: استاد الصداقة و السلام) یک ورزشکاه فوتبال در کویت است که در العدیلیه واقع شده‌است.